# Марина Гінеста
Марина Гінеста (фр. Marina Ginestà) (29 січня 1919 — 6 січня 2014) — французька учасниця Громадянської війни в Іспанії, членкиня інтернаціональної бригади, військова кореспондентка. Символ громадянської війни в Іспанії, героїня популярної фотороботи.

## Біографія
Народилася в Тулузі і переїхала в Барселону з батьками у віці 11 років. Пізніше Гінеста приєдналася до Єдиної соціалістичної партії Каталонії. Під час війни служила в інтернаціональній бригаді як репортерка, перекладачка і помічниця Михайла Кольцова, кореспондентка радянської газети «Правда» в Іспанії. Наприкінці війни Гінеста отримала поранення і була евакуйована в Монпельє. Коли Франція була окупована нацистами, втекла до Мексики, а потім в Домініканську Республіку, де одружилася. У 1946 році була змушена покинути країну через переслідування диктатора Рафаеля Трухільйо. У 1960 році Марина Гінеста вдруге одружилася з бельгійським дипломатом і повернулася до Барселони. На початку 1970-х переїхала в Париж.
Марина Гінеста померла 6 січня 2014 у віці 94 років в Парижі. Про смерть повідомив її син, Мануель Періаньесю.

## Знаменита фотографія
Знаменитий знімок був зроблений 21 липня 1936 року. На фотографії 17-річна Марія Гінеста позує з ґвинтівкою на даху готелю Колон. Заради цього знімку Марина Гінеста вперше і востаннє в житті взяла до рук зброю. Пізніше фотографія була розміщена на обкладинці книги «Тринадцать троянд» (Las Trece Rosas) Карлоса Фонсеки, про тринадцать дівчат, яких стратив режим Франко.